# George Mourad
George Mourad (en arabe : جورج مراد) est un footballeur syrien possédant la nationalité suédoise, né le 18 septembre 1982 à Beyrouth. Il évolue au poste d'attaquant.
Sélectionné en 2005 avec la Suède lors de deux matchs amicaux, il rejoint finalement la sélection de Syrie en 2011.

## Palmarès
- IFK Göteborg
  - Champion de Suède en 2007.